# William of Thwing, 2. Baron Thwing
William of Thwing, 2. Baron Thwing (auch William of Thweng) († 1341) war ein englischer Adliger.
William of Thwing entstammte der englischen Familie Thwing. Er war der zweite Sohn von Marmaduke of Thwing, 1. Baron Thwing und von dessen Frau Isabel de Ros. Da sein älterer Bruder Marmarduke 1297 gestorben war, erbte er nach dem Tod seines Vaters 1323 die Familienbesitzungen in Yorkshire und den Titel Baron Thwing. Am 30. Dezember 1324 wurde er ein einziges Mal zu einem Parlament berufen.
1333 sandte König Eduard III. Thwing nach Neapel. Er sollte von dort Thomas Gurney nach England bringen, der in Neapel gefasst worden war und des Mordes an Eduard II. beschuldigt wurde. Thwing reiste über Land nach Neapel und fand Gurney in offenbar so schlechter körperlicher Verfassung vor, dass er für ihn Kleidung, Schuhe und ein Bett kaufen musste. Dazu beauftragte er zwei Ärzte, sich um Gurney zu kümmern. Anschließend brachte Thwing Gurney per Schiff nach Tarragona in Aragón, von wo sie über Land nach Bayonne in die unter englischer Herrschaft stehende Gascogne reisten. Der englische König sandte ein Schiff nach Bayonne, mit dem Gurney nach England gebracht werden sollte. Gurney erkrankte jedoch und starb. Da der König aber für Gurney, ob tot oder lebendig, ein Kopfgeld ausgesetzt hatte, ließ Thwing den Leichnam in Bordeaux einbalsamieren und überführte ihn nach England. Er reiste per Schiff bis Tynemouth, von wo er nach Berwick ritt. Dort traf er am 6. Juli 1333 den König und berichtete ihm von seiner Reise. Für seine Aufwendungen berechnete er dem König £ 350.
Thwing hatte Katherine, eine Tochter von Thomas de Furnivall, 1. Baron Furnivall geheiratet. Da er aber kinderlos starb, erbten nacheinander seine beiden jüngeren Brüder Robert und Thomas die Familienbesitzungen. Da beide Geistliche waren, führten sie nicht den Titel Baron Thwing und starben kinderlos. Mit dem Tod von Thomas of Thwing 1374 fiel der Titel in Abeyance und die Familienbesitzungen wurden zwischen den Schwestern von Thwing bzw. deren Nachkommen aufgeteilt.